# Hidrolina
Hidrolina is een gemeente in de Braziliaanse deelstaat Goiás. De gemeente telt 4.195 inwoners (schatting 2009).

## Aangrenzende gemeenten
De gemeente grenst aan Pilar de Goiás, Santa Rita do Novo Destino, São Luís do Norte en Uruaçu.